# Tyristor
En tyristor er en faststof halvlederenhed i et hus med fire lag af vekslende N og P-type materiale. Tyristorer opfører sig som bistabile kontakter, leder når deres styreelektrode (eng. gate) modtager en strømpuls, og fortsætter med at lede så længe der sendes strøm gennem hovedelektroderne (anode, katode) – og spændingen over hovedelektroderne ikke veksles.
Nogle kilder definerer SCR og tyristorer som synonyme.

Andre kilder definerer tyristor som en større mængde af enheder/komponenter med mindst 4 lag af vekslende N og P-type materiale, inkluderende:
- SCR (eng. akronym for Silicon controlled rectifier)
- SCS (eng. akronym for Silicon controlled switch)
- GTO (eng. akronym for Gate turn-off thyristor)
- TRIAC (eng. akronym for Triode AC switch)
- SIT SITh (eng. akronym for Static Induction Transistor/Thyristor)
- MCT (eng. akronym for MOS Controlled Thyristor)
- DB-GTO (eng. akronym for Distributed Buffer – Gate Turn-off Thyristor)
- IGCT (eng. akronym for Integrated gate commutated thyristor)
- CSMT (eng. akronym for MOS composite static induction thyristor)
- RCT - Reverse conducting thyristor